# Giovanni Marinelli (geografo)
(Commento di Giovanni Marinelli dopo la sconfitta di Adua)
Giovanni Marinelli (Udine, 28 febbraio 1846 – Firenze, 2 maggio 1900) è stato un geografo e politico italiano.

## Biografia
Compiuti gli studi universitari, divenne prima assistente di geografia e successivamente professore di storia e di geografia presso l'Istituto Tecnico di Udine.
Successivamente nel 1878 divenne docente di geografia all'Università di Padova; nel 1893 si trasferì a Firenze, dove fondò la Società di studi geografici e coloniali e diresse la Rivista geografica italiana.
La sua attività scientifica ha avuto carattere prettamente divulgativo; tra le sue opere sono da ricordare il Saggio di cartografia veneta (1881), La geografia e i padri della chiesa (1882), che generò molte critiche da parte del clero, Guida del Canal del ferro (1894) e Guida della Carnia (1898), questi due tomi rientravano nella serie di volumi sulla Guida del Friuli edita dalla Società Alpina Friulana, cui Marinelli fu presidente dal 1880 al 1900. In questi stessi anni compaiono le prime opere che dedicano una particolare attenzione allo studio delle abitazioni, in una loro considerazione economica, e l'opera di riferimento in questo campo è Le casere del Friuli secondo la loro altezza sul livello del mare, pubblicata da Giovanni Marinelli nel 1880 per il Bollettino dell'Associazione agraria friulana.
Si consideri che oggi lo studio della casa rurale ha senso per capire quanto è stato conservato della tradizione, Giovanni, così come Jovan Cvijić, affrontarono il problema in maniera diversa. Le loro opere analizzano la casa rurale per percepire la trasformazione culturale in atto, nella montagna friulana Marinelli, nella zupa serba Cvijić, tramite il riconoscimento dai mutamenti culturali che si sono riflessi e che si riflettono su quelli architettonici. Diresse inoltre la rivista La Terra.
Padre di Olinto, anche lui celebre geografo, a lui è stato intitolato il Liceo Scientifico Statale "Giovanni Marinelli" di Udine e, assieme al figlio, il Rifugio Giovanni e Olinto Marinelli.